# Boubou (robe)
Pour les articles homonymes, voir Boubou.

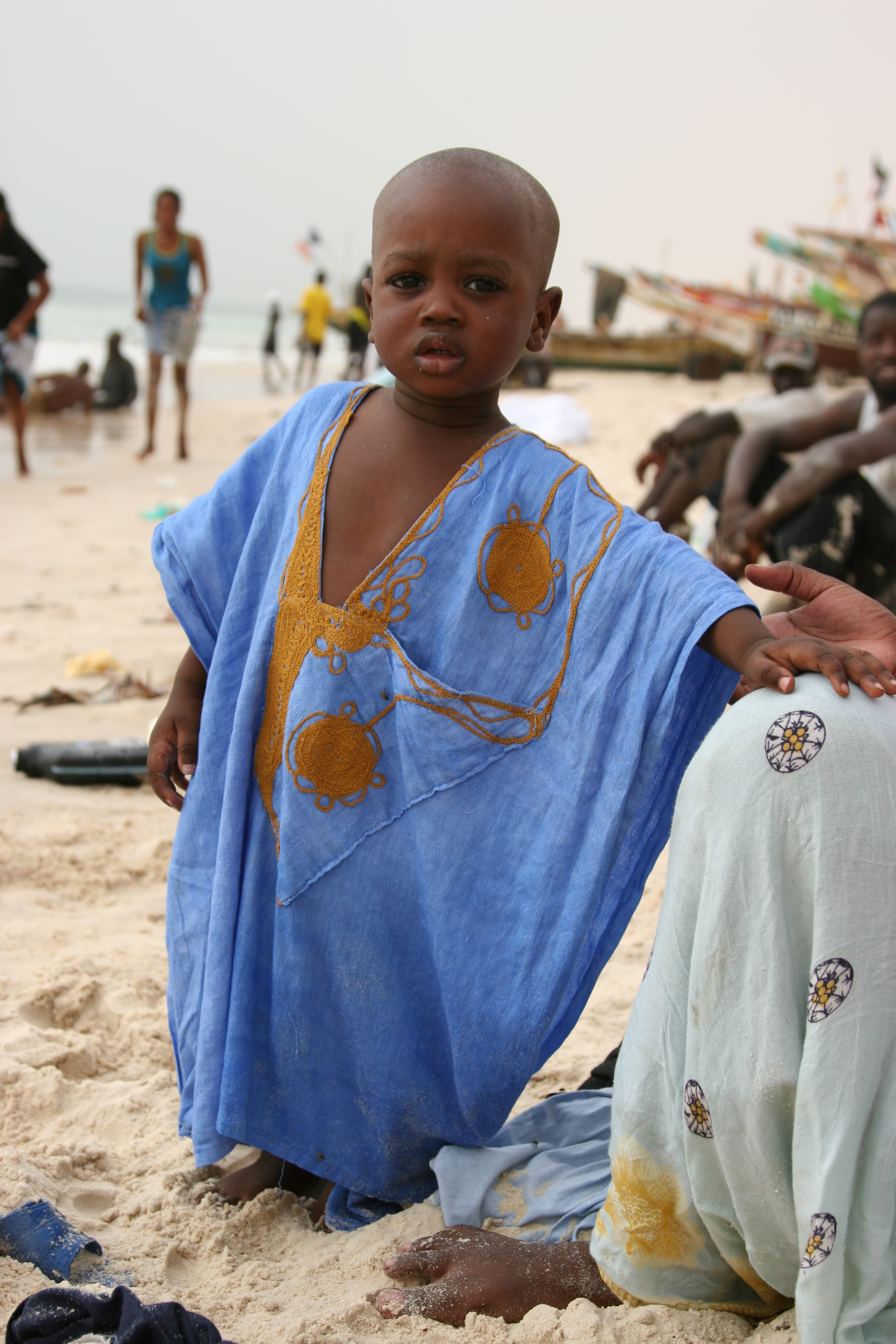
Petit garçon portant un boubou (Mauritanie)

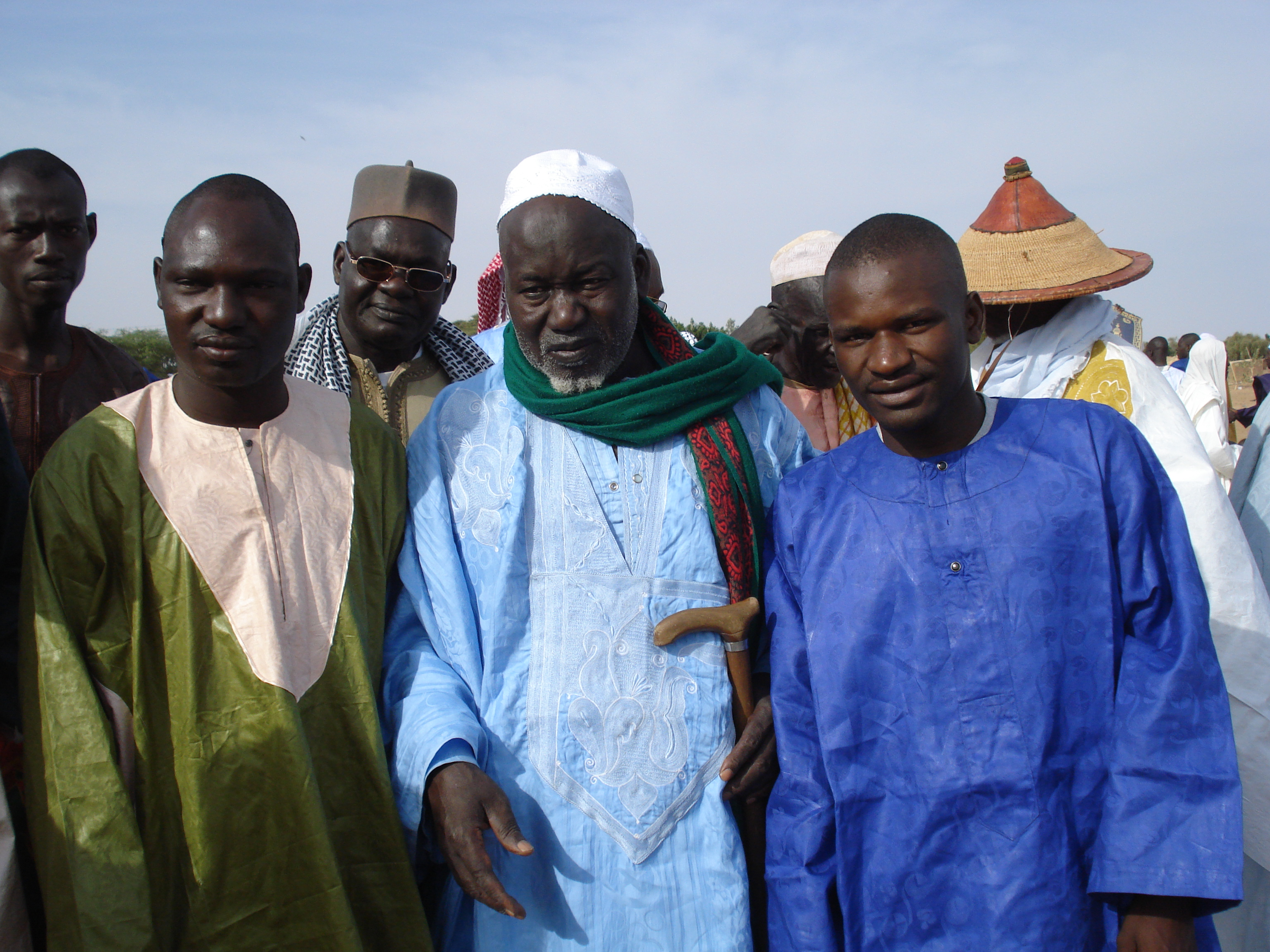
Des hommes du village entourant l'imam à Agnam-Goly (Sénégal)

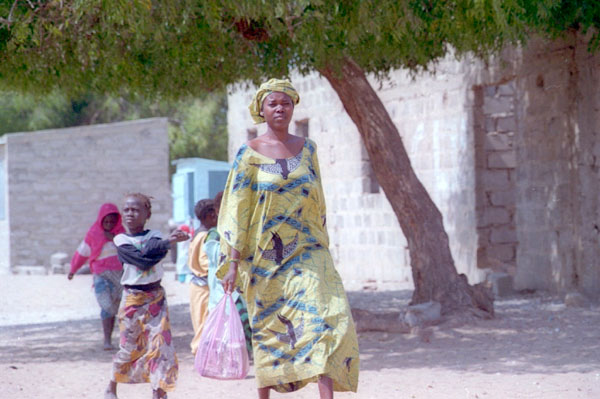
Encolure arrondie pour le boubou féminin

Le boubou, ou bubu, est un vêtement africain qui est aussi bien porté par les hommes que par les femmes. Le mot est dérivé du wolof mbubb ou mboubë, désignant le même vêtement. Les modèles varient suivant les régions et les usages. Ils portent d'autres noms en fonction de la région tels que k'sa (Touareg), Adra'/Tadra't (berbère Tekna), Dra'/Dra'a (hassaniya), agbada (yoruba, Dagomba), babban riga (haoussa), mboubeu (wolof), grand boubou (dans les différents pays francophones) et le terme anglais est gown.

## Histoire
Au cours du Ve siècle, des marchands berbères du Sahara s'installèrent en Afrique de l'Ouest. Ils amenèrent un vêtement ample qui convient parfaitement à la chaleur du climat désertique. C'est ainsi que s'est développée la fusion des styles de l'Afrqiue du Nord et l'Ouest, aboutissant à la création du boubou actuel.
Ce vêtement est traditionnellement porté par les Marocains du Sud (Oued Noun, Draa), les Sahraouis (Sahara Occidental), les Beidanes mauritaniens et les Touaregs. Chacun d'entre eux possède sa propre variante. Le Dra' est porté exclusivement par les hommes (les femmes, quant à elles, arborent la melhfa). Le blanc et le bleu sont les couleurs généralement utilisées par ceux-ci, d'où le nom donné à leurs ancêtres : les hommes bleus. On porte habituellement le Dra' avec une tagelmust/hawli (ou Akhassi en berbère tekna). Guelmim, Laâyoune et Nouakchott sont considérées comme les villes les plus renommées pour la vente de ce vêtement.
En Afrique de l'Ouest, la noblesse des différents peuples portait déjà un type de vêtement plus ou moins semblable aux boubous actuels. Les différents motifs comportaient tous une signification précise qui variait  selon les ethnies et les régions. Le reste de la population, en majorité les artisans et les agriculteurs, s'habillaient, le plus souvent, de vêtements semblables aux tuniques pour le haut du corps, et portaient le pagne, ou pantalon plus ou moins bouffant.
En Afrique de l'Ouest et de l'Est, par le passé, seuls les peuples islamisés portaient le boubou, les autres ethnies ayant leurs propres vêtements traditionnels, dont les genres en étaient assez proches.
Avec le développement de la mode, l'apparition de la machine à coudre, la haute couture, de nombreux stylistes et couturiers africains se sont spécialisés dans le style boubou, et ont donné à ce vêtement une notoriété dans le monde entier. De nombreux styles de boubous sont également apparus.
En Afrique, plus particulièrement en Afrique de l'Ouest, les tissus utilisés pour la confection des boubous, les Bazin et wax, etc. sont d'origine européenne, surtout néerlandaise et britannique. Ils furent apportés en Afrique, durant la colonisation européenne, à partir du XIXe siècle. À l'origine, le coton était utilisé pour fabriquer les tissus. Le Bogolan, un tissu traditionnel africain d'origine Mandingue ou bien Mandé, en est un parfait exemple.